# 光榮之路 (畫作)
《光榮之路》（英語：Paths of Glory）是英國藝術家克里斯托弗·RW·內文森霍華於1917年創作的一幅畫作。標題引用了托馬斯·格雷1750年寫於《墓園哀歌》輓歌中的一行詩：「光榮之路，通向墳墓」。目前該作品由倫敦帝国战争博物馆收藏，被描述為「內文森霍華最著名的畫作之一」。

## 背景
1914年11月至1915年1月，第一次世界大戰的最初幾個月，內文森霍華曾在西線的朋友救護服務處擔任志願救護車司機，然後返回英國，曾在倫敦的皇家陸軍醫療隊擔任勤務兵，但在1915年底因风湿热而病倒了。
1917年，他被委任為戰爭藝術家，並被英國戰爭宣傳局派往法國。他採用现实主义來描繪戰爭的恐怖，果斷地擺脫了他早期的現代主義和漩渦主義風格。

## 繪畫
《光榮之路》尺寸為45.7 × 60.9厘米（18.0 × 24.0英寸）。它描繪了兩名死去的英國士兵，他們面朝下地站在西線戰場上。他們未被埋葬在一片泥濘的土地上，除了鐵絲網和戰爭的廢墟外，周遭呈現相當荒涼的景象。
這幅畫受到法國官方繪畫和素描審查員安·李中校的審查，理由是展示屍體會阻礙戰爭的努力。儘管如此，內文森霍華依舊於1918年3 月在萊斯特畫廊舉辦的官方展覽收錄了這幅畫，但該作品在展出時，則在旁使用牛皮紙條貼著「已審查」一詞。
內文森霍華被英國陸軍部斥責因展示已經被審查的圖像，以及未經授權在公共場合使用「已審查」一詞，但該畫最後則引起了廣泛關注，特別是在3月4日首次展出正面官方彩色照片（包括實際屍體的圖像）之後。
由於是受訊息部委託製作，《光榮之路》最後被帝國戰爭博物館買下並放置博物館展覽。

## 外部連結
- Nevinson’s Paths of Glory （页面存档备份，存于）
- Nevinson's Elegy: Paths of Glory （页面存档备份，存于）, Charles E. Doherty, Art Journal, Vol. 51, No. 1, Uneasy Pieces (Spring, 1992), pp. 64–71
- A Dilemma of English Modernism: Visual and Verbal Politics in the Life and Work of C.R.W. Nevinson (1889-1946), edited by Michael J. K. Walsh, University of Delaware Press, 2007, ISBN 0874139422, p. 161-2
- Paths Of Glory 1917 （页面存档备份，存于）,  Google Cultural Institute